# Sainte Céronne
Céronne aurait vécu au Ve siècle.  Cependant, aucune source historique ne permet de l'attester ni de connaître aucun détail de sa vie. 
La dépouille de Sainte Céronne aurait été dissimulée par crainte des envahisseurs, puis oubliée durant trois cents ans. Ce serait seulement au IXe siècle que l'évêque de Sées, Adelin, à la suite de visions, aurait fait procéder à des fouilles en plein champ et découvert un sarcophage contenant le corps de Céronne et un récit de sa vie ou une tablette mentionnant le nom de la sainte.
La Vie latine de Sainte Céronne fut écrite entre le milieu du XIe siècle et le milieu du XIIe siècle. Son culte fut célébré localement à partir du XIXe siècle.
Considérée comme la plus ancienne chrétienne connue du Perche, elle a donné son nom à la paroisse de « Sainte Céronne au Perche » qui comprend 25 communes, 27 églises, et regroupe environ 12 500 habitants.

## Légende
L'existence d'un texte latin de la légende de Sainte Céronne est attesté dans un manuscrit de l'Abbaye de Saint-Évroult longtemps perdu. En 1976, Henri Barthès en découvrit une copie à la Bibliothèque Nationale de France, écrite par Dom Dujardin, moine de Saint-Maur. Il la publia, croyant avoir trouvé un document antique. Il s'agirait en fait d'une amplification rhétorique de la Vie de Saint Longis, composée entre 1050 et 1150 par un clerc du Diocèse de Séez à des fins d'édification[pas clair]. C'est au XIXe siècle que l'assise littéraire du culte de la sainte fut élaborée, favorisée vraisemblablement par la proximité des religieux de la Grande-Trappe. En 1820, une notice sur la sainte fut rédigée par les Bénédictins de Paris. 
Selon la légende, sainte Céronne naquit vers l'an 410 à Corneilhan près de Béziers, en Narbonnaise, dans une famille païenne. Son père Olympius était gouverneur de la ville et, comme son épouse Sarrabia, il demeurait attaché au culte des idoles. Céronne convainquit un de ses frères, Sophronius, de se convertir au christianisme, et de s'exiler avec elle. Ils partirent vers Bordeaux où l'évêque Amand les instruisit et leur donna le baptême. Sophronius fut bientôt admis au sacerdoce et Céronne reçut le voile de virginité.
Accusés quelque temps après de n'être pas frère et sœur et de cacher ainsi des mœurs dépravées, ils prirent la résolution de se séparer : le frère partit pour Rome aux tombeaux des Apôtres où il mourut en odeur de sainteté ; la sœur, empruntant les voies romaines, parvint jusqu'au Perche. 
Entre le Mont-Cacune et le Mont-Romigny, au bord de l'Hoëne, dans un lieu solitaire couvert de bois, dans le territoire actuel de la commune de Sainte-Céronne-lès-Mortagne, Céronne s'arrêta. Elle y fonda une communauté, avec l'accord de l'évêque sagiens[pas clair], dénommé Hille ou Nil, bâtit une petite chapelle dédiée à saint Marcel qu'elle vénérait et fit construire un oratoire sur le Mont-Romigny, non loin de sa modeste demeure.
Sainte Céronne unissait la vie apostolique à la vie contemplative, et tentait d'attirer au christianisme les païens de la contrée.
Elle puisait l'eau nécessaire à sa subsistance à deux sources qui existent encore, l'une face au hameau Saint-Marcel nommée Fontaine de la Bonne-Sainte-Céronne et l'autre, en contrebas de la colline, nommée Fontaine de l'Orion. 
À la fin de sa vie, elle devint aveugle. Elle continua de se rendre quotidiennement de Saint-Marcel au Mont-Romigny, les deux lieux où se trouvaient ses oratoires, éloignés l'un de l'autre d'environ deux cents pas. Afin de rendre le trajet plus facile, elle fit tendre de l'un à l'autre un fil de fer qui servait à guider ses pas chancelants. Il se dit que, par malice, des enfants ou des bergers rompirent plusieurs fois ce fil conducteur qui toujours se trouva miraculeusement renoué.
Elle mourut le 15 novembre 490. Son corps fut inhumé dans l'oratoire de Saint-Marcel où se produisirent plusieurs guérisons miraculeuses. Le bruit s'en répandit et son tombeau fut la destination de nombreux pèlerinages. Les habitants des hameaux voisins, voyant la grande vénération que l'on avait pour la sainte, craignirent qu'on leur en volât les reliques, comme il arrivait souvent à cette époque. Ils exhumèrent donc son corps et le mirent en sécurité dans l'oratoire du Mont-Romigny, moins accessible.

## Culte et postérité
Vers 912, Adelin, évêque de Sées, aurait découvert le corps de la sainte dans les ruines de l'oratoire du Mont-Romigny. Guidé par une révélation qui le conduisit à exhumer les restes de sainte Céronne, miraculeusement préservés des attaques normandes, il éleva le corps dans une châsse et bâtit pour l'abriter l'église Sainte-Céronne au pied du Mont-Romigny.
Au cours de la Guerre de Cent Ans, les Anglais auraient volé les reliques de la sainte pour les transporter à l'Abbaye du Mont-Saint-Michel. Seul un bras de Céronne et une petite portion de ses ossements furent rendus et rapportés dans l'église paroissiale. Le bras fut déposé sur l'autel de la sainte Vierge. Les autres reliques furent enfermées dans un buste représentant Sainte Céronne. Nul ne sait ce que sont devenus le reste des reliques.
En 1794, un révolutionnaire venu de Mortagne-au-Perche s'empara du buste-reliquaire et ravagea tout dans l'église. Il oublia le bras-reliquaire de la sainte.
Deux paroissiennes enlevèrent le bras reliquaire de l'église pour le protéger et le rompirent en deux, pour en conserver une partie en cas de perte de l'autre. Après la Révolution, elles rendirent les deux fragments au curé de Sainte-Céronne.
En 1832, Mgr Alexis Saussol authentifia les reliques. 
En 1863 une parcelle des reliques fut envoyée à Baltimore (USA) au séminaire Saint-Charles. 
En 1876, le curé fit graver une inscription à la mémoire de la sainte sur une dalle qui aurait marqué son tombeau. 
En 1898, une délégation de personnes originaires de Corneilhan, où Céronne serait née, vint chercher un fragment de l'os de la sainte, au cours d'une cérémonie présidée par Dom Etienne Salasc, abbé de la Grande-Trappe. La même année, des pèlerins de Sainte-Céronne se rendirent à Corneilhan, ce qui marqua le début d'un jumelage cultuel entre les deux villages.
La sainte était célébrée dans le seul diocèse de Sées ; le rite fut approuvé à Rome en 1857. L'organisation d'un petit centre de pèlerinage se développa à partir du XIXe siècle attirant les chrétiens des environs. Seul le jumelage chrétien avec les habitants de Corneilhan lui conféra un rayonnement plus large, quoique limité. 
À partir de cette époque, la dévotion populaire invoque Sainte Céronne pour guérir les fièvres. Les pèlerins se rendent à la fontaine de "la Bonne Sainte Céronne" dont les eaux sont réputées soulager ces maladies. À la fontaine de l'Orion où la sainte puisait l'eau pour soulager les maux ophtalmiques qui l'affectèrent avant sa mort, l'eau est recueillie par les personnes qui souffrent des yeux. Elle coule par un petit ruisseau, la fontaine détruite ayant été restaurée en 1982. 
Au XIXe siècle et jusqu'au début du XXe, une relique de Céronne est portée en procession, le 15 novembre, anniversaire de la mort de Sainte Céronne, ainsi que le troisième dimanche de juillet, qui marque le souvenir de sa translation de Saint-Marcel au Mont-Romigny. Aujourd'hui encore, des messes sont célébrées à ces dates, dont l'une le troisième dimanche de juillet à l'occasion de la fête communale de Sainte-Céronne-les-Mortagne.
En 1990, le 1500e anniversaire de la mort de Sainte Céronne fut fêté à Sainte-Céronne-lès-Mortagne, en présence de l'évêque Yves-Marie Dubigeon.